# Logojski krater
Logojski krater je udarni krater v Belorusiji v bližini mesta Lahojsk.
Krater ima premer 15 km (9,3 mi), njegova starost se ceni na 42,3 ± 1,1 milijona let (eocen). Krater površinsko ni izpostavljen. 